# Fischerspooner
Fischerspooner é um duo do electroclash formado em 1998 em Nova Iorque. 
O nome veio directamente dos fundadores, Warren Fischer and Casey Spooner. Utilizam tendências de electro extremamente retrô (lembrando Kraftwerk, Depeche Mode e Gary Numan) com uma aproximação moderna à programação.
A dupla produz uma música rápida, robótica. Seus álbuns podem ser vistos como trilhas sonoras de seus shows, mais do que apenas gravações que são utilizadas em suas performances ao vivo.